# Giovane introdotto tra le Arti Liberali
Giovane introdotto tra le Arti Liberali è un affresco staccato (237×269 cm) di Sandro Botticelli, databile al 1486 circa e conservato nel Museo del Louvre di Parigi. Con Venere e le tre Grazie offrono doni a una giovane forma il ciclo di villa Lemmi Tornabuoni, residenza suburbana presso Firenze, del quale fa parte anche un affresco frammentario ancora in sede.

## Storia
Non è chiaro quando la serie venne fatta affrescare, anche perché l'identificazione dei personaggi non è univocamente stabilita. L'ipotesi più probabile è che l'opera sia stata commissionata per il matrimonio tra Lorenzo Tornabuoni, figlio di Giovanni, e Giovanna di Maso degli Albizzi, celebrato il 15 giugno 1486. Gli affreschi si trovavano dopotutto in una loggia che verosimilmente poteva essere stata destinata alla festa nuziale.
Già scialbati, vennero riscoperti nel 1863 dagli allora proprietari Lemmi in condizioni di conservazione non ottimali. Staccati e trasportati su tela, furono messi in vendita sul mercato antiquario e pervennero al Louvre nel 1882.

## Descrizione e stile

Venere e le tre Grazie offrono doni a una giovane

In un giardino, come fanno pensare gli alberi sullo sfondo, un giovane, forse Lorenzo Tornabuoni, viene presentato dalla Grammatica alla Prudenza e alle altre Arti Liberali, ciascuno col suo attributo: la retorica con il rotolo, la dialettica con uno scorpione tra le mani (di solito ha un serpente), l'aritmetica con un foglio forato, la geometria con una squadra, l'astronomia con una sfera armillare, la musica con un organo portativo. Secondo Wikimedia Commons, tuttavia (), a presentare il giovane sarebbe Venere o Minerva [ma perché non la Filosofia, che nel Medioevo era colei che “nutriva” le arti liberali?] e le Arti, tutte sedute, sarebbero la Grammatica, la Dialettica (Logic), la Retorica, l’Aritmetica, la Geometria, l’Astronomia e la Musica.
La scena, impregnata di tematiche legate all'Accademia neoplatonica, si svolge di notte, forse perché secondo la letteratura medioevale, compreso anche Dante, gli incontri tra uomini e figure allegoriche o mitologiche possono avvenire solo in sogno.
A sinistra in basso un putto doveva reggere uno stemma scomparso, dove forse si trovava l'arme dei Tornabuoni o degli Albizi, eliminata probabilmente dai successivi proprietari della villa.
Il disegno è armonico, delicato; le linee sono più statiche della scena con Venere, ma comunque eleganti e creano da una figura all'altra dei giochi decorativi, sinuosi e aggraziati. Innegabile è la ricerca di bellezza ideale e armonia, che si attua nel ricorso in via preferenziale al disegno e alla linea di contorno (derivato dall'esempio di Filippo Lippi). In ogni caso l'attenzione al disegno non si risolve mai in effetti puramente decorativi, ma mantiene un riguardo verso la volumetria e la resa veritiera dei vari materiali, soprattutto nelle stoffe delle vesti. Il colore chiaro e nitido, derivato dalla particolare tecnica dell'affresco, intride di luce le figure, facendone risaltare la purezza penetrante della bellezza.
Tipica dell'artista è la vena leggermente malinconica, ma serena, che serpeggia negli sguardi.